# Соломинка (приток Аля)
Соломинка — река в России, протекает в Чувашии. Правый приток реки Аль.
Длина реки 15 км, площадь водосборного бассейна 128 км². В верховьях носит название Норваш.
Берёт начало в Канашском районе в 7 км к северо-востоку от города Канаш. Общее направление течения — юго-восточное. От истока сразу попадает на территорию Янтиковского района. Протекает через населённые пункты Яншихово-Норваши, Норваш-Кошки, Русские Норваши и в селе Янтиково впадает в Аль в 13 км от устья.
Основные притоки: Турмышка (пр) и Словаш (лв).
Ранее в низовьях на протяжении около 2 км параллельно реке (южнее) текла Турмышка и впадала в Соломинку к западу от села Янтиково. Ныне бывшее русло Соломинки на этом участке перекрыто дамбами, течение направлено на юг к Турмышке и проходит по бывшему её руслу.
Всего в бассейне реки расположены 12 населённых пунктов, в том числе Турмыши, Ямурза, Иваново и др..

## Данные водного реестра
По данным государственного водного реестра России относится к Верхневолжскому бассейновому округу, водохозяйственный участок реки — Свияга от села Альшеево и до устья, речной подбассейн реки — Волга от впадения Оки до Куйбышевского водохранилища (без бассейна Суры). Речной бассейн реки — (Верхняя) Волга до Куйбышевского водохранилища (без бассейна Оки).
Код водного объекта в государственном водном реестре — 08010400612112100003031.